# Suimanga de doble collar
El suimanga de doble collar (Cinnyris afer) és un ocell de la família dels nectarínids (Nectariniidae).

## Hàbitat i distribució
Habita praderies de l'est i sud de Sud-àfrica.